# Liste der Schweizer Botschafter in Italien
Schweizer Botschafter in Italien.

## Missionschefs
Seit 1861 besteht eine selbständige Gesandtschaft, ab 1957 eine Botschaft.

### Schweizer Gesandter
- 1861–1863: Abraham Louis Tourte (1818–1863)
- 1864–1882: Giovanni Battista Pioda (1808–1882)
- 1883–1895: Simeon Bavier (1825–1896)
- 1895–1902: Gaston Carlin (1859–1922)
- 1902–1914: Giovanni Battista Pioda II, (1850–1914)
- 1914–1918: Alfred von Planta (1857–1922)
- 1918–1936: Georges Wagnière (1862–1948)
- 1935–1942: Paul Ruegger (1897–1988)
- 1942–1943: Peter Vieli (1890–1972)
- 1945–1950: René de Weck (1887–1950)
- 1950–1955: Enrico Celio (1889–1980)
- 1955–1957: Alfred Escher (1906–1980)

### Schweizer Botschafter
- 1957–1959: Alfred Escher (1906–1980)
- 1959–1967: Philippe Zutter (1904–1984)
- 1967–1973: Jean de Rham (1907–1989)
- 1973–1975: Marturo Arcionelli (1910–1994)
- 1976–1977: Henri Monfrini (1913–1977)
- 1978–1982: Antonino Janner (1917–1982)
- 1982–1987: Gaspard Bodmer (1931–2000)
- 1987–1991: Francesca Pometta (1926–2016)
- 1991–1996: Francis Pianca (1931–2002)
- 1996–1999: Dante Martinelli (* 1947)
- 1999–2004: Alexis Lautenberg (* 1945)
- 2004–2009: Bruno Spinner (1948–2009)
- 2009–2014: Bernardino Regazzoni (* 1957)
- 2014–2018: Giancarlo Kessler (* 1959)
- 2018–2021: Rita Adam (* 1969)
- 2021–2024: Monika Schmutz Kirgöz
- 2025–heute: Roberto Balzaretti